# Палмира (Колумбия)
Палмира е град в департамент Вале дел Каука, Западна Колумбия. Населението му е 247 500 жители, по оценка за 2017 г. Основан е 1680 г., а получава статут на град през 1824 г. Кмет му е Раул Алфредо Арболеда Маркес. Разположен е на 27 км източно от Кали, столицата и основният град на департамента.